# N (Polen)
n war eine polnische Satellitenplattform, die am 12. Oktober 2006 startete. Sie gehörte zur polnischen ITI-Gruppe sowie zu Canal+ Cyfrowy.
Die Programme wurden über Hotbird 13.0° Ost in MPEG-4 gesendet und sind über Conax verschlüsselt.
Die Plattform hatte über 1.001.000 Abonnenten.
Am 1. November 2011 hat die ITI-Gruppe eine strategische Partnerschaft mit Cyfra+ angekündigt. Es wird geplant die beiden Plattformen n und Cyfra+ zu fusionieren. Am 19. Dezember 2011 wurde diese Fusion offiziell bekanntgegeben. Die neue Satellitenplattform startete am 21. März 2013 unter dem Namen nc+ und ersetzt somit die Plattformen n und Cyfra+.

## Angebot
n bot:
- 10 polnischsprachige Free-to-air
- 105 verschlüsselte Pay-TV-Sender (davon 7 ausländische). Davon sind:
  - 39 Sender in HDTV
  - 4 Video-on-Demand-Sender und
  - 1 Timeshift-Sender.

Das Angebot besteht aus verschiedenen Kategorien. Diese sind hier aufgelistet:

### Filmhits
| Logo | Sendername            | Logo                 | Sendername  | Logo                 | Sendername        | Logo                 | Sendername            |
| ---- | --------------------- | -------------------- | ----------- | -------------------- | ----------------- | -------------------- | --------------------- |
|      | AXN HD                | logo z lat 2009-2011 | AXN Crime   | logo z lat 2010-2013 | AXN Sci-Fi        | logo z lat 2011-???? | Comedy Central Polska |
|      | Comedy Central Family | logo z lat 2013-2017 | Filmbox     |                      | FOXlife HD        | logo z lat 2009-???? | Kino Polska           |
|      | MGM HD                | logo z lat 2009-2020 | Polsat Film |                      | Romance TV HD     |                      | Scifi Universal       |
|      | Sundance Channel HD   |                      | TVP Seriale | logo z lat 2010-2013 | Universal Channel |                      | Viacom Blink!         |
|      | Wojna i Pokój HD      |                      |             |                      |                   |                      |                       |

### Information und Unterhaltung
| Logo                 | Sendername | Logo                 | Sendername  | Logo                 | Sendername | Logo                 | Sendername  |
| -------------------- | ---------- | -------------------- | ----------- | -------------------- | ---------- | -------------------- | ----------- |
|                      | BBC HD     |                      | FOX HD      |                      | Polsat HD  |                      | Polsat 2    |
|                      | TVP Info   | logo z lat 2008-2021 | Polsat News | logo z lat 2007-2015 | Religia.tv | logo z lat 2006-2011 | Superstacja |
| logo z lat 2007-???? | TV 4       |                      | TV6         | logo z lat 2010-2012 | TV Puls    | logo z lat 2015-???? | TTV         |
|                      | TVN HD     |                      | TVN24 HD    |                      | TVN 7 HD   | logo z lat 2010-2013 | TVN CNBC    |
|                      | HGTV       |                      | TVP1 HD     |                      | TVP2 HD    |                      | TVP HD      |

### Sport und Automobile
| Logo | Sendername | Logo | Sendername   | Logo | Sendername   | Logo | Sendername        |
| ---- | ---------- | ---- | ------------ | ---- | ------------ | ---- | ----------------- |
|      | nSport HD  |      | ESPN America |      | Eurosport HD |      | Eurosport 2 HD    |
|      | Fightklub  |      | Orange Sport |      | Polsat Play  |      | Polsat Sport News |
|      | Sportklub  |      | TVN Turbo HD |      | TVP Sport    |      |                   |

### Kinderprogramme
| Logo | Sendername    | Logo | Sendername         | Logo | Sendername            | Logo | Sendername |
| ---- | ------------- | ---- | ------------------ | ---- | --------------------- | ---- | ---------- |
|      | Baby TV       |      | BBC CBeebies       |      | Disney Channel        |      | Disney XD  |
|      | Disney Junior |      | Nickelodeon Polska |      | Nickelodeon Polska HD |      | Nick Jr.   |
|      | Polsat JimJam |      |                    |      |                       |      |            |

### Lebensart, Mode, Musik
| Logo | Sendername        | Logo | Sendername    | Logo | Sendername              | Logo | Sendername |
| ---- | ----------------- | ---- | ------------- | ---- | ----------------------- | ---- | ---------- |
|      | BBC Entertainment |      | BBC Lifestyle |      | Investigation Discovery |      | MTV Polska |
|      | MTV Live HD       |      | MTV Rocks     |      | Polsat Café             |      | TLC        |
|      | TVN Style HD      |      | VH1 Polska    |      | VIVA Polska             |      |            |

### Kultur und Wissenschaft
| Logo | Sendername       | Logo | Sendername                     | Logo | Sendername                    | Logo | Sendername           |
| ---- | ---------------- | ---- | ------------------------------ | ---- | ----------------------------- | ---- | -------------------- |
|      | Animal Planet HD |      | BBC Knowledge HD               |      | Crime & Investigation Network |      | Discovery Channel HD |
|      | History HD       |      | National Geographic Channel HD |      | Nat Geo Wild HD               |      | TVP Historia         |

### „Premium“ (Hochwertige Inhalte)
| Logo | Sendername | Logo | Sendername   | Logo | Sendername    | Logo | Sendername    |
| ---- | ---------- | ---- | ------------ | ---- | ------------- | ---- | ------------- |
|      | Cinemax HD |      | Cinemax 2 HD |      | Filmbox HD    |      | Filmbox Extra |
|      | HBO HD     |      | HBO 2 HD     |      | HBO Comedy HD |      | nPremium      |
|      | nPremium 2 |      | nPremium 3   |      | nPremium 4    |      |               |

### Erotik
| Logo | Sendername   | Logo | Sendername | Logo | Sendername | Logo | Sendername |
| ---- | ------------ | ---- | ---------- | ---- | ---------- | ---- | ---------- |
|      | Blue Hustler |      | Daring! TV |      | Hustler HD |      |            |